# Симптом Балланса
Симптом Балланса (англ. Ballance's sign) — симптом, який спостерігається при розриві селезінки. Його ознаками є тупість при перкусії в лівому боці і зміщення тупості при перкусії в правому боці. При цьому травма відбулася у верхній частині живота, наявні ознаки внутрішньої кровотечі: тахікардія, артеріальна гіпотензія, холодний піт, прострація тощо. Відзначається поширена або локалізована, фіксована тупість у лівому боці при зміні положення.

## Етимологія
Названий на честь англійського хірурга Чарлза Альфреда Балланса (Charles Alfred Ballance).